# Dramatisation
 (novembre 2023).
Si vous disposez d'ouvrages ou d'articles de référence ou si vous connaissez des sites web de qualité traitant du thème abordé ici, merci de compléter l'article en donnant les références utiles à sa vérifiabilité et en les liant à la section « Notes et références ».
La dramatisation est la technique permettant de rendre une œuvre, qu'elle soit littéraire, musicale, théâtrale, etc. plus vivante, plus impressionnante. Les effets dramatiques mettent en place l'exagération, la sur-intensité d'un évènement, jusqu'à des aspects parfois comiques.